# Gekijōban Kamen Rider Decade: All Riders tai Dai-Shocker
Gekijōban Kamen Rider Decade: All Riders tai Dai-Shocker (劇場版 仮面ライダーディケイド オールライダー対大ショッカー Gekijōban Kamen Raidā Dikeido: Ōru Raidā tai Daishokkā, Kịch trường bản Kamen Rider Decade: All Riders đấu Dai-Shocker) là bộ phim thuộc loạt Kamen Rider Series Kamen Rider Decade năm 2009. Bộ phim phát hành tại các rạp ở Nhật Bản ngày 8 tháng 8 năm 2009, bên cạnh phim Samurai Sentai Shinkenger, Bộ phim về Samurai Sentai Shinkenger:Trận chiến định mệnh. Trong tuần đầu tiên ra mắt ở Nhật, nó đạt vị trí số #1, vượt qua Harry Potter (#2) và Pokémon (#3), sớm thu được hơn 2 tỉ yên (gần 21 triệu đô la) phòng vé.

## Sản xuất và diễn xuất
Kamen Rider Decade là loạt phim kỉ niệm 10 năm thời Heisei trong Kamen Rider Series, với sự góp mặt của 10 Kamen Rider thời Heisei, cũng như các Kamen Rider thời Shōwa, tổng cộng có 25 Rider (với 3 Rider thứ hai và 3 Rider được Diend triều hồi). Kurata Tetsuo quay trở lại với vai Minami Kotaro và Kashu Toshiki tái xuất trong vai Tsugam Shouichii. Những diễn viên mới vào vai các nhân vật cũ được thiết kế lại như Ishibashi Renji vai Tiến sĩ Shinigami và Osugi Ren vai Sứ giả Địa ngục. Phim cũng có sự xuất hiện của Arai Moe vai em gái Tsukasa là Kadoya Sayo và Oura Ryuichi vai Tsukikage Nobuhiko, hiện thân của Shadow Moon trong thế giới của Decade. Phim khởi quay vào Tháng 5, 2009.
Gackt, cũng kỉ niệm 10 năm hát solo, đã phát hành "The Next Decade" làm bài hát chủ đề của phim, sau khi đã phát hành "Journey through the Decade" làm bài hát chủ đề cho loạt phim truyền hình. Gackt cũng xuất hiện trong phim với vai diễn Jōji Yūki.
Bộ phim là lần xuất hiện đầu tiên của Kamen Rider Kuuga Rising Ultimate và Kamen Rider thời Heisei thứ 11: Kamen Rider W.

## Nội dung
Xưởng phim Hikari đã đến một thế giới AR mới, sau khi thấy những tấm hình của Tsukasa chụp ở đây hiện ra một cách hoàn hảo, Natsumi nhận ra đây có thể là thế giới của Tsukasa. Bức vẽ về một căn nhà lớn trên tấm phông nền đã dần họ đến đó, Tsukasa và các bạn đã gặp Sayo, người tự nhận Tsukasa là anh trai cô. Tsukasa vẫn không thể nhớ ra gì, người chăm nom Sayo Nobuhiko Tsukikage đã đến và nói với Tsukasa thế giới này đang tan rã và cách duy nhất để ngăn lại là trở thành Kamen Rider mạnh nhất. Sau khi hồi phục trí nhớ, Tsukasa lệnh Nobuhiko triệu tập các Rider tới để tham gia trận đấu quyết định xem ai là kẻ mạnh nhất. Sau nhiều trận đấu, số lượng giảm xuống, còn lại trận đấu 3 chọi 3 giữa đội Decade, Kuuga và Diend với V3, BLACK và Super-1. Sau khi chiến thắng, Tsukasa và các bạn rơi vào pháo đài khổng lồ nơi Yuusuke và Natsumi thấy mình đang ở trong một căn phòng với ngai vàng và bị bao quanh bởi lũ quái vật. Sau đó, Eijiro xuất hiện, tiết lộ rằng ông là Tiến sĩ Shinigami. Yuusuke và Natsumi nhận ra rằng họ đang ở trong hang ổ của Dai-Shocker mà thủ lĩnh chính là Tsukasa.
Rơi vào một nhà ngục, Natsumi và Yuusuke bị tống ra cống. Cả hai thoát tới tòa nhà Kadoya, để rồi nhận ra rằng Nobuhiko và Sayo cũng là Dai-Shocker. Nobuhiko tiết lộ bản thân là Shadow Moon còn Sayo thì dùng sức mạnh Viên đá Địa cầu để tấn công Yuusuke, giải phóng sức mạnh đen tối bên trong Kuuga. Yuusuke bảo Natsumi chạy trốn trước khi sức mạnh đó được giải phóng. Nobuhiko và Sayo sau đó đến gặp Tsukasa và tiết lộ kế hoạch lật đổ anh. Sayo nói Tsukasa rằng cô không thể tha thứ cho việc anh ta đã bỏ rơi cô ấy và giờ đây cô đã trở thành Tư tế Tối cao Bishium. Nobuhiko tấn công Tsukasa bằng Gươm Quỷ vương và khiến anh rơi xuống đường cống, tại đây anh bị tấn công bởi Yuusuke trong hình dạng Kuuga Rising Ultimate, dưới sự điều khiển của Sayo. Dù Tsukasa đã trốn thoát, Nobuhiko ra lệnh tấn công thành phố để xóa sổ kẻ thù của Dai-Shocker. Tsukasa đến được Xưởng phim Hikari Studio và cố gắng làm hòa với Natsumi, nhưng cô đã không còn tin anh khi biết anh là thủ lĩnh của Dai-Shocker. Tsukasa van nài, nói rằng Xưởng phim Hikari hiện giờ là ngôi nhà duy nhất của anh, nhưng Natsumi vẫn cự tuyệt, vì cô đã không còn người thân hay bạn bè nào trên thế giới này.
Sau đó, Natsumi bị vướng vào một cuộc tấn công của Dai-Shocker trong thành phố, nhưng Narutaki đã đến cứu cô. Họ bỏ chạy và được Daiki bảo vệ khi anh đang cải trang thành lính của Dai-Shocker. Narutaki nói với Daiki rằng cách duy nhất để cứu thế giới là tập hợp các Kamen Rider lại. Ở một nơi khác, Tsukasa bắt gặp Jōji Yūki tìm đến để báo thù vì bị anh lấy đi cánh tay khi còn làm việc cho Dai-Shocker. Anh ta định kết liễu Tsukasa nhưng nhận ra Tsukasa đã thay đổi và giờ mục tiêu săn đuổi của Dai-Shocker. Yūki lắp cánh tay máy thay thế vào và câu giờ cho Tsukasa chạy thoát. Trở lại với Natsumi và Narutaki, Diend triệu hồi Ohja và KickHopper để nhờ họ giúp đỡ đánh bại Dai-Shocker, nhưng chúng quyết định về phe Dai-Shocker. Diend triệu hồi Raia, Gai, và PunchHopper để cầm chân bọn chúng trong khi anh tẩu thoát với Natsumi. Cả hai cố gắng thoát thân nhưng lại rơi vào mai phục của nhóm quái vật chỉ huy bởi Tướng Jark. Tsukasa đến để chiến đấu chống lại bọn quái vật và bảo vệ những người bạn cùa mình. Với sự giúp sức của Diend, Decade đã tiêu diệt bọn quái vật trong khi Diend tiêu diệt Jark.
Họ tới pháo đài và đối đầu với tất cả lực lượng Dai-Shocker, chỉ huy bởi Tiến sĩ Shinigami và Sứ giả Địa ngục mà bây giờ là Ika Devil và Garagaranda. Mọi thứ dường như kết thúc thì các tất cả Rider khác xuất hiện và trợ giúp. Sau khi Garagaranda và Ika Devil bị tiêu diệt, Kamen Rider Kuuga Rising Ultimate bị Bishium điều khiển đến để tiêu diệt Decade. Tsukasa khiến Sayo nhận ra rằng Shadow Moon chỉ dùng cô như một con cờ. Sayo nhận ra lỗi lầm của mình và đã phá hủy Viên đá Địa cầu, giải thoát Yuusuke khỏi sự điều khiển. Cùng nhau, Decade và Kuuga Rising Ultimate Form chống lại Shadow Moon, nhưng hắn quá mạnh. Trước khi Shadow Moon có thể ra đòn chí mạng, một Rider mới xuất hiện, Kamen Rider W hạ gục Shadow Moon trước khi rời đi, đánh hắn dính cứng vào pháo đài Shadow Moon. Tất cả các Rider cùng nhau thực hiện All Rider Kick, tiêu diệt Shadow Moon và pháo đài Dai-Shocker. Sau đó, khi King Dark hồi sinh, Diend đã gọi Kamen Rider J đến. Diend dùng thẻ bài Decadriver Final FormRide lên Decade và biến anh thành Decadriver khổng lồ, dùng nó để biến J thành Decade Complete Form Dạng Khổng Lồ và tiêu diệt King Dark với một Final Dimension Kick bằng cách dùng các Rider khác như những tấm Kamen Rider Card khổng lồ để tấn công.

## Diễn viên
- Kadoya Tsukasa (門矢 士?): Inoue Masahiro (井上 正大?)
- Onodera Yūsuke (小野寺 ユウスケ?): Murai Ryōta (村井 良大?)
- Hikari Natsumi (光 夏海?): Mori Kanna (森 カンナ?)
- Kaitō Daiki (海東 大樹?): Totani Kimito (戸谷 公人?)
- Minami Kōtarō (南 光太郎?): Kurata Tetsuo (倉田 てつを?)
- Tsukikage Nobuhiko (月影 ノブヒコ?): Ōura Ryūichi (大浦 龍宇一?)
- Tsugami Shōichi (津上 翔一?): Kashū Toshiki (賀集 利樹?)
- Yūki Jōji (結城 丈二?): Gackt
- Narutaki (鳴滝?): Okuda Tatsuhito (奥田 達士?)
- Kadoya Sayo (門矢 小夜?): Arai Moe (荒井 萌?)
- Hikari Eijirō/ Tiến sĩ Tử thần (光 栄次郎／死神博士 Hikari Eijirō/Shinigami Hakase?): Ishibashi Renji (石橋 蓮司 Ishibashi Renji?)
- Đại sứ Địa ngục (地獄大使 Jigoku Taishi?): Ōsugi Ren (大杉 漣?)
- Tsukasa lúc bé (幼少期の士 Yōshōki no Tsukasa?): Ichikawa Riku (市川 理矩?)
- Sayo lúc bé (幼少期の小夜 Yōshōki no Sayo?): Ishii Momoka (石井 萌々果?)
- Tướng quân Jark (ジャーク将軍 Jāku Shōgun?, Lồng tiếng): Katō Seizō (加藤 清三?)
- Kamen Rider 1 (仮面ライダー1号 Kamen Raidā Ichigō?, Lồng tiếng): Inada Tetsu (稲田 徹?)
- Kamen Rider 2 (仮面ライダー2号 Kamen Raidā Nigō?, Lồng tiếng): Fujimoto Takahiro (藤本 たかひろ?)
- Kamen Rider V3 (仮面ライダーV3 Kamen Raidā Bui Surī?, Lồng tiếng): Tanaka Hirofumi (田中 大文?)
- Kamen Rider X, Garagaranda (仮面ライダーX、ガラガランダ Kamen Raidā Ekkusu, Garagaranda?, Lồng tiếng): Suzumura Ken'ichi (鈴村 健一?)
- Kamen Rider Amazon, Ikadevil (仮面ライダーアマゾン、イカデビル Kamen Raidā Amazon, Ikadebiru?, Lồng tiếng): Tomokazu Seki (関 智一 Seki Tomokazu?)
- Kamen Rider ZX (仮面ライダーZX Kamen Raidā Zekurosu?, Lồng tiếng): Nemoto Kōta (根本 幸多?)
- Momotaros/Kamen Rider Den-O (モモタロス／仮面ライダー電王 Momotarosu/Kamen Raidā Den'ō?, Lồng tiếng): Seki Toshihiko (関 俊彦?)
- Kamen Rider Ohja (仮面ライダー王蛇 Kamen Raidā Ōja?, Lồng tiếng): Hagino Takashi (萩野 崇?)
- Kamen Rider Kick Hopper (仮面ライダーキックホッパー Kamen Raidā Kikku Hoppā?, Lồng tiếng): Tokuyama Hidenori (徳山 秀典?)
- Kamen Rider W (仮面ライダーW（ダブル） Kamen Raidā Daburu?, Lồng tiếng): Kiriyama Ren (桐山 漣?), Suda Masaki (菅田 将暉?)
- Kivala (キバーラ Kibāra?, Lồng tiếng): Sawashiro Miyuki (沢城 みゆき?)
- Tournament Announce, Decadriver, Diendriver, K-Touch (トーナメントアナウンス、ディケイドライバー、ディエンドライバー、ケータッチ Tōnamento Anaunsu, Dikeidoraibā, Diendoraibā, Kētatchi?, Lồng tiếng): Mark Okita (マーク 大喜多 Māku Ōkita?)
- Gaia Memory (ガイアメモリ Gaia Memori?, Lồng tiếng): Tachiki Fumihiko (立木 文彦?)
- Lồng tiếng cho các Kamen Rider và thành viên Dai-Shocker khác: Anai Yūki (穴井 勇輝?), Ōmura Tōru (大村 亨?), SATOSHI

### Diễn viên phục trang
- Kamen Rider Decade, Kamen Rider Double, Kamen Rider Den-O/Momotaros, Riderman, Kamen Rider X, Skyrider: Takaiwa Seiji (高岩 成二?)
- Kamen Rider Diend, Kamen Rider Kiva, Kamen Rider 2, Kamen Rider Amazon, Kamen Rider Stronger: Eitoku (永徳 Eitoku?)
- Kamen Rider Kuuga: Tominaga Kenji (富永 研司?)
- Kamen Rider 1, Kamen Rider Super-1, Kamen Rider Black RX/Robo Rider/Bio Rider, Kamen Rider KickHopper: Watanabe Jun (渡辺 淳?)
- Kamen Rider V3, Kamen Rider X, Kamen Rider Amazon: Itō Makoto (伊藤 慎?)
- Kamen Rider Stronger, Kamen Rider Black, Kamen Rider Black RX, Kamen Rider Shin, Kamen Rider J, Kamen Rider Ohja, Kamen Rider Ixa, Shadow Moon, Ikadevil, Garagaranda: Okamoto Jirō (岡元 次郎?)
- General Jark: Yokoyama Kazutoshi (横山 一敏?)